# نادرین سیمان
نادرین سی. "ند" سیمان (به انگلیسی: Nadrian C. "Ned" Seeman) (زاده ۱۶ شانزدهم دسامبر سال ۱۹۴۵) یک محقق در زمینه فناوری نانو و بلورشناس آمریکایی است که به‌دلیل اختراعاتش در زمینه نانوفناوری دی‌ان‌ای شناخته شده‌است.